# Johannes XXI.
Johannes XXI. (ursprünglich Petrus Juliani, Petrus Hispanus, Pedro Julião oder Peter Rebuli-Giuliani; * um 1205 in Lissabon; † 20. Mai 1277 in Viterbo) war ein portugiesischer Arzt, Verfasser medizinischer Schriften, Diakon und Erzdiakon. Vom 15. September des Vierpäpstejahres 1276 bis zu seinem Tode am 20. Mai 1277 war er Papst der römisch-katholischen Kirche. Die Zählung von Johannes XXI. als einundzwanzigstem Papst dieses Namens geht zurück auf einen mittelalterlichen Fehler, siehe dazu Johannes XX. Er war bis heute der einzige Portugiese im Papstamt. 

## Ausbildung
Pedro Julião (latinisiert Petrus Julianus) war Sohn eines wohlhabenden portugiesischen Arztes und Apothekers.
Seine erste Ausbildung erhielt er an Schulen in Lissabon und León. Dann wechselte er an die Universität in Paris (Sorbonne), wo er im Rahmen eines studium generale Logik, Dialektik sowie Naturkunde unter anderem bei Albertus Magnus studierte. 1245 erwarb er den Magister in Philosophie und in Medizin. Anschließend begab er sich nach Süditalien, wo er seine medizinischen Kenntnisse in Salerno und Palermo vertiefte und aufgrund guter Kontakte zum Hof Friedrichs II. zum professor artis medicinae ernannt wurde. Seit 1247 lehrte er als Physicus am neu gegründeten Studium Generale von Siena. In dieser Zeit entstanden wahrscheinlich die meisten seiner medizinischen Schriften.

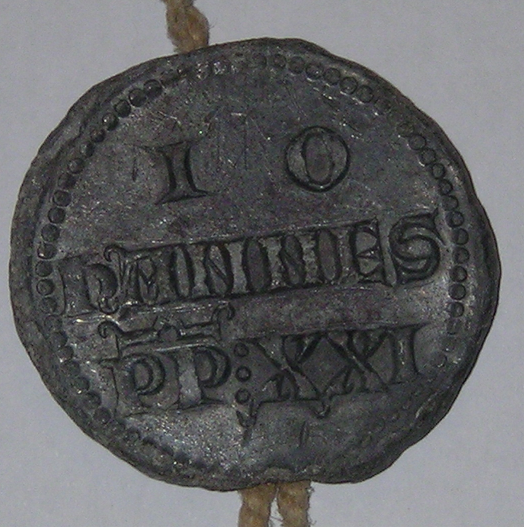
Namensseite der Bulle Johannes’ XXI., 1276

Thesaurus pauperum

Seine wirtschaftliche Lage in Siena soll ungünstig gewesen sein. Seine Wohnung lag im Armenviertel, wo er auch die Anregung zu seinem damals bekanntesten Werk Thesaurus pauperum („Schatzkammer der Armen“) bekam. Dabei handelte es sich um eine umfassende Rezeptsammlung („Arzneischatz“), abgestimmt auf die Möglichkeiten der Unbegüterten. Er schrieb unter anderem über Augenheilkunde und Chirurgie, über die Seelenlehre und die Funktion des Herzens, über Schwangerschaftsabbruch und Empfängnisverhütung. Als Referenz für ein harnsteinlösendes Pulver nennt er aber auch Vertreter der Oberschicht wie den Papst Eugen III. Der Thesaurus pauperum wurde unter anderem im 14. Jahrhundert durch den flämischen Arzt Jan Yperman als Quelle seiner internistischen und chirurgischen Werke benutzt.
Oft werden ihm auch Schriften zur Philosophie und Logik zugeschrieben, vor allem die Summulae logicales, die populärste mittelalterliche Einführung in die Logik. Diese Zuschreibung ist aber problematisch, weil die Identifizierung von Johannes XXI. mit dem Logiker Petrus Hispanus nicht gesichert und umstritten ist.

## Die weitere Laufbahn
Ab 1250 war er als Diakon von Lissabon, Erzdiakon von Vermoim und Prior von Santa Maria zu Guimarães vor allem in Portugal tätig. Um das Jahr 1260 ernannte Ottobuono Fieschi, Conte di Lavagna, der spätere Papst Hadrian V., den Medizinprofessor zu seinem Leibarzt. Von diesem warb ihn Papst Gregor X. 1271 als Archiater (Hof- und Leibarzt) ab.
Petrus wurde 1273 Erzbischof von Braga und Kardinalbischof von Tusculum. Er war 1274 Teilnehmer am zweiten Konzil von Lyon. Am 8. September 1276 wurde der inzwischen etwa 60-jährige im Konklave in Viterbo nach heftigen Diskussionen zum Papst gewählt und nannte sich Johannes XXI. Dabei gab der Einfluss des Kardinals Giovanni Gaetano Orsini den Ausschlag zugunsten seiner Wahl.

## Seine Projekte als Papst
Johannes XXI. residierte ausschließlich in Viterbo. Sein Pontifikat dauerte nicht einmal neun Monate und doch begann er große Vorhaben. Er bemühte sich um Frieden zwischen Philipp III. von Frankreich und Alfons X. von Kastilien. Er war um den Erhalt der Union mit der orthodoxen Kirche von 1274 bemüht. Auch versuchte er erfolglos, einen Kreuzzug zu initiieren. Daneben gab er Anregungen zur Studienreform an den Universitäten, förderte Stipendien für besonders begabte Studenten und nahm seine eigenen Studien wieder auf. Dazu ließ er an die Rückseite des Papstpalastes in Viterbo eine Privatbibliothek anbauen.
Auch während der Amtszeit Johannes’ XXI., der als Arzt selbst auch naturwissenschaftliche und medizinische Texte, insbesondere zur Optik und zur Augenheilkunde, verfasst hatte, wirkten – wie schon unter Urban IV. und Clemens IV. – an der päpstlichen Kurie bedeutende Philosophen, Naturwissenschaftler und Mediziner.
Am 14. Mai 1277 wurde Johannes XXI. in seiner Bibliothek von herabstürzendem Gemäuer des Palastes zu Viterbo verschüttet und starb sechs Tage später an seinen schweren Verletzungen. Das Grabmal Johannes’ XXI. befindet sich in der Kathedrale San Lorenzo in Viterbo.

## Schriften
- Tractatus duodecim Petri Hispani von Breda, Deventer 1528 (Digitalisierte Ausgabe der Universitäts- und Landesbibliothek Düsseldorf).
- Maria Helena da Rocha Pereira (Hrsg.): Obras médicas de Pedro Hispano. Coimbra 1973 (= Acta universitatis conimbrigensis.)
- Luís de Pina, Maria Helena da Rocha Pereira (Hrsg.): Thesaurus pauperum atribudo a Pedro Hispano: Texto latino com traducao et notas. Porto 1954–1958 (= Studium Generale. Boletim do Centro de Estudos Humanisticos, anexo a universidade do Porto, Band I, S. III–XXIX und 161–299; Band II, S. 182–247; Band III, S. 68–173 und 310–349; Band IV, S. 54–119 und 120–139; Band V, S. 255–283).
  - Thesaurus Pauperum di messer Pietro Hispano. Neuauflage Venedig 1533.
- Liber de oculo, sive de morbis oculorum[11][12] (um 1250),[13] genannt auch Breviarium magistri petri yspani de egritudinibus oculorum et curis.[14] – möglicherweise eine Zusammenstellung mit Rezepten eines Salernitaners namens Zacharias, der die Augenheilkunde bei einem Theophilus erlernt und die Schrift liber oculorum, qui vocatur sisilacera, id est secreta secretorum verfasst haben soll, und von Constantinus Africanus.[15]
- Karl Sudhoff (Hrsg.): Kurze Diätetik für Verwundete. In: Karl Sudhoff: Beiträge zur Geschichte der Chirurgie im Mittelalter. 2 Bände. Leipzig 1914–1918 (= Studien zur Geschichte der Medizin. Band 10–11/12), Band 2, S. 395–398 (von Petrus Hispanus um 1250 verfasst).